# 常盤 (鹿児島市)
常盤（ときわ）は、鹿児島県鹿児島市の町丁。旧薩摩国鹿児島郡鹿児島近在西田村、鹿児島市大字西田。郵便番号は常盤は890-0047、常盤町は890-0044。人口は2,740人、世帯数は1,307世帯（2020年4月1日現在）。常盤一丁目・常盤二丁目及び常盤町があり、常盤一丁目・常盤二丁目の全域で住居表示を実施している。
南北朝時代より西田村として見え、江戸時代には薩摩街道出水筋が村内を通っており宿駅や藩主の御仮屋などが置かれていた。薩摩街道の坂である水上坂は鹿児島城下からシラス台地（現在の武岡）に登る坂であり、城下町との境界をなしていた。1911年（明治44年）に西田村を前身とする鹿児島市大字西田の大部分の区域が「常盤町」となった。

## 地理
鹿児島市の中央部、甲突川下流域に位置している。町域の北方には原良、南方には武、西方には武岡、東方には西田がそれぞれ接している。
町域の多くは住宅地となっており、主に町域の中央部を東西に鹿児島市道水上坂横井線（本通りと呼ばれる）に沿って多く所在している。また本通りは江戸期には薩摩街道（西目・出水筋）の一部を構成しており、参勤交代のルートとして使用され、現在の町域内には宿駅や「御装束の門」と呼ばれる門が設置されていたが、鹿児島大空襲により焼失し現在は井戸などが現存するのみである。

### 町名の由来
常盤町という町名の由来は、現在の常盤の薩摩街道沿いに島津綱貴が別邸を建てた場所が「常盤谷」と呼ばれる地名であったことに由来しており、常盤谷という地名は原良台地の東側（現在の常盤の区域）を侵食した谷のことを指す。

## 歴史
現在の常盤町は1911年（明治44年）に大字西田（旧・西田村）の大部分より新たに設置された町である。前身にあたる「西田村」・「大字西田」の歴史についても本項で述べる。

### 西田村の興りと中世
西田村という地名は南北朝時代より見える地名であり、薩摩国鹿児島郡のうちであった。
正平12年（1357年）の「博多ひいのかわ後家譲状」に「さつまのくにかこしまのうちにしたのむらうしろさこのいやしき、たハ六反廿、その三ヶ所」と記載されており、上山氏に西田村の居屋敷・田・園が譲与されている。応永34年（1427年）の「本田重恒寄進状」によれば西田村の宮地園3ヶ所が賢忠寺に寄進されている。
さらに永享11年（1439年）には島津持久寄進状により水田2段が住吉大明神に寄進され、翌年の永享12年（1440年）には水田2段が現在の西田三丁目にあった笑岳寺に寄進された。

### 近世の西田村

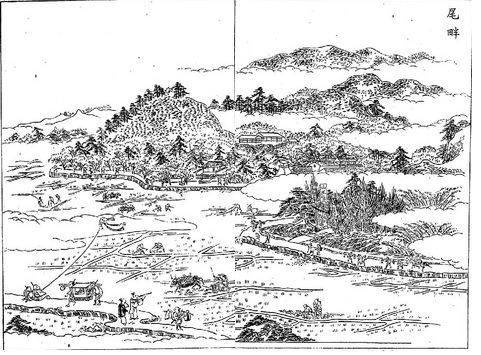
西田村と原良村（現在の原良）との境界上にあった尾畔（三国名勝図会）

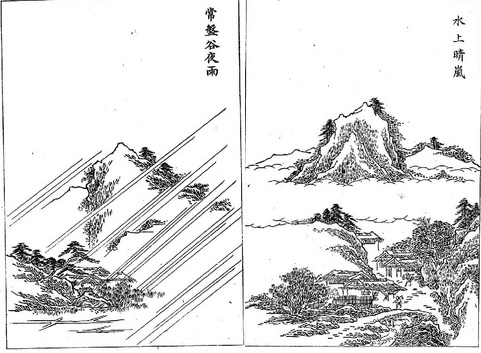
水上晴嵐・常盤谷夜雨
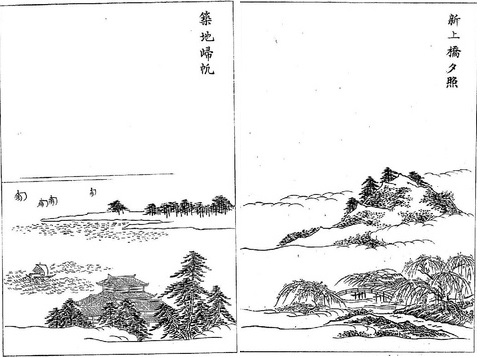
新上橋夕照・築地歸帆
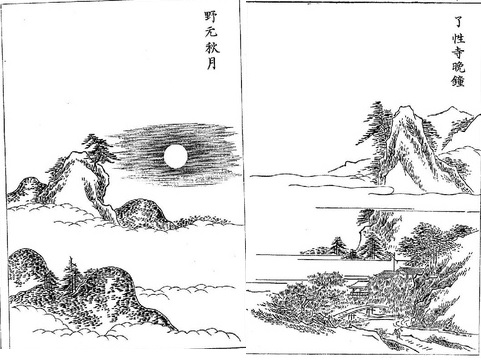
了性寺晚鐘・野元秋月
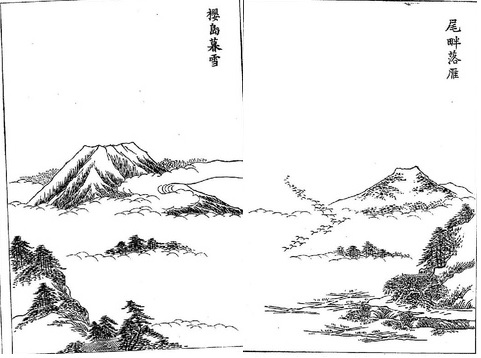
尾畔落雁・櫻島暮雪

江戸時代には薩摩国鹿児島郡鹿児島近在のうちであった。村高は「天保郷帳」では1,379石余、「郡村高辻帳」では1,379石余、「三州御治世要覧」では1,654石余、「旧高旧領取調帳」では634石余であった。西田村は鹿児島近在のうちでは近名とされていた。西田村ではコメやうるち米、アワ、ソバなどが栽培されていた。
村内を薩摩街道が通っており、隣接する西田町から常盤谷を経て水上坂（みっかんさか）を登って横井野町（現在の犬迫町）に至る。宿駅や「御装束の門」と呼ばれる門が設置されており、藩主が使用する御仮屋も置かれていた。水上坂は鹿児島城下からシラス台地（現在の武岡）に登る坂であり、城下町との境界をなしていた。
文久3年（1863年）に鹿児島湾において勃発したグレートブリテン及びアイルランド連合王国（イギリス）と薩摩藩の戦闘である薩英戦争では海岸の至近に位置していた鹿児島城は被弾の恐れがあったため、西田村の千眼寺（明治2年に廃仏毀釈によって廃寺）に薩摩藩の本陣が置かれた。
薩摩藩の地誌である「三国名勝図会」には西田村と原良村（現在の原良）との境界上にあった尾畔について以下のように記述している。

尾畔 西田村、原良村の境にあり、山の尾延て田畔に接す、因て、名つけしにや、此地山を負ひ水に臨み、幽邃いふべか らず、山腹に邦君の別館あり、　寛陽公の時より置かれたりと云、前には田野の景物、四季に循ひ伎を呈し、媚を效す、殊に此邊櫻樹多くして、春花盛開の候、滿林白雲を宿し、六出香風に飜る、櫻花七日の榮、後來期しかたく、徒に放過すべきにあらざれば、貴賤老少袂を聯らね袖を引て、人我互に誘伴し、或は花下に玉杯を弄し、或は梢上に品評を費す、すべて無邊の光景にして、賞心盡しがたければ、西嶺に落暉を惜み、歸路の催促を厭はさるはなし、漸く東君老し去て、新葉茂密し、夏山深々として、一曲の緑水館を抱ひて流れ、避暑の散歩涼に乘して掬すべし、螢影は漁火に類して遠近に亂飛し、同志相携て所々に徘徊す、興あり趣ありて、別に佳境を得るが如し、秋來霜露、深く青葉を染め、山は錦袍を被、樹は繍帽を冠するに似たり、冬は寒鳥氷田に群かりて、鳴聲殘夢を驚し、雪朝遊觀すれば、銀界に入て瓊樓に登り、滿目玲瓏の眺を極むといふべし、夫れ大磯は其所に云へるが加く、一大仙洞にして實に蓬莱の思ひあり、此尾畔の地は、岡巒廻合、獨り其東の一面を缺き、阡陌縱横に相列り、四望清爽、又比すべきものなく、共に無量の勝を蓄へて、優劣いづれともいひがたし、かくて府内の櫻、大磯と尾畔とを一雙とし、或は磯邊に瓊筵を設け、或は尾畔に雅友を倡ふ、人々志さしの所㆑向に隨て、遊興を催さざるはなし、畢竟昇平の澤に浴すといふべし、
—三国名勝図会巻ノ二
また、三国名勝図会には西田村の福永門より眺望した八景が掲載されており、常盤谷や水上などの当時の西田村の風景が掲載されている。

水上晴嵐
やま風のふくにまかせて村上や
はるゝたかねはうき雲もなき
常盤谷夜雨
常盤なる松もあらしの聲そへて
夜半にぞきほふたまの村雨
新上橋夕照
おくふかき山本くれてのこる日の
かげのみわたす新上の橋
築地歸帆
こぐふねも波路は風にまかせつゝ
おもふかたとて築地にぞよる
了性寺晚鐘
此てらの峯ふくかぜもしづかにて
さだかにひゞく入相の鐘
野元秋月
雲きりもはらひ盡してたぐひなき
野元のあきの月の光は
尾畔落雁
幾行かかずさだめなく聲たてゝ
尾畔に落るあきの雁がね
櫻島暮雪
櫻じまひがたをかけて降雪は
ちりかふ花のかはるの面影
—三国名勝図会巻之二
- 水上晴嵐・常盤谷夜雨
- 新上橋夕照・築地歸帆
- 了性寺晚鐘・野元秋月
- 尾畔落雁・櫻島暮雪

### 市制施行以降の大字西田・常盤町
1888年（明治21年）に公布された市制（明治21年法律第1号）に基づき、1889年（明治22年）2月2日に官報に掲載された「 市制施行地」（内務省告示第1号）によって鹿児島が市制施行地に指定された。3月5日には鹿児島県令第26号によって鹿児島郡のうち50町村が市制による鹿児島市の区域と定められ、4月1日に市制が施行されたのに伴い、鹿児島郡50町村（山下町、平之馬場町、新照院通町、長田町、冷水通町、上竜尾町、下竜尾町、池之上町、鼓川町、稲荷馬場町、清水馬場町、春日小路町、車町、恵美須町、小川町、和泉屋町、浜町、向江町、栄町、柳町、易居町、中町、金生町、東千石馬場町、西千石馬場町、汐見町、泉町、築町、生産町、六日町、新町、松原通町、船津町、呉服町、大黒町、堀江町、住吉町、新屋敷通町、加治屋町、山之口馬場町、樋之口通町、薬師馬場町、鷹師馬場町、西田町、上之園通町、高麗町、下荒田町、荒田村、西田村、塩屋村）の区域より鹿児島市が成立した。それまでの西田村は鹿児島市の大字「西田」となった。同年11月13日には市制に基づく区会が設置され薬師馬場町・鷹師馬場町・西田町・大字西田の3町1字の区域より区が置かれた。
1911年（明治44年）には大字西田のうち高崎、地貫、八ツ枝、七ツ枝が西田町に編入され、大字西田の残余部の区域にあたる一の迫、二の迫、三の迫、新迫、楠迫、枯木迫、水上平、田平、常盤谷、常盤の区域より新たに鹿児島市の町「常盤町」が設置された。
1975年（昭和50年）6月27日に武・西田地区において住居表示が実施されることとなった。それに伴う町域再編により、武町・常盤町・西田町の各一部より西田三丁目が設置された。1976年（昭和51年）7月5日には城西地区において住居表示が実施されることとなった。住居表示の実施に伴い町域の再編が実施され、薬師町、常盤町、西田町の一部より薬師二丁目が設置された。
1978年（昭和53年）1月15日に田上町、常盤町の各一部にあたる鹿児島市住宅公社によって造成された「武岡団地」の換地処分が完了したことにより新たに町名が設置された。常盤町及び田上町の各一部より武岡一丁目が設置された。1980年（昭和55年）7月28日には、武・田上地区において住居表示が実施されることとなり、武町・田上町・常盤町の各一部より武三丁目が設置され、西田町の全域及び常盤町・武町の一部が西田三丁目に編入された。1994年（平成6年）10月17日には常盤団地地区において住居表示が実施されることとなり、田上町及び常盤町の一部を武岡一丁目に編入し、武岡一丁目の一部が常盤町に編入された。
2007年（平成19年）10月29日には常盤地区で住居表示が実施されることとなり、常盤町の一部より「常盤一丁目」、「常盤二丁目」が新たに設置され、常盤町と田上町の一部が武岡一丁目に編入された。

### 町域の変遷
| 変更後             | 変更年             | 変更前                                 |
| ------------------ | ------------------ | -------------------------------------- |
| 西田町（編入）     | 1911年（明治44年） | 大字西田（高崎、地貫、八ツ枝、七ツ枝） |
| 常盤町（新設）     | 1911年（明治44年） | 大字西田（残余部）                     |
| 西田三丁目（新設） | 1975年（昭和50年） | 武町（一部）                           |
| 西田三丁目（新設） | 1975年（昭和50年） | 常盤町（一部）                         |
| 西田三丁目（新設） | 1975年（昭和50年） | 西田町（一部）                         |
| 薬師二丁目（新設） | 1976年（昭和51年） | 薬師町（一部）                         |
| 薬師二丁目（新設） | 1976年（昭和51年） | 常盤町（一部）                         |
| 薬師二丁目（新設） | 1976年（昭和51年） | 西田町（一部）                         |
| 武岡一丁目（新設） | 1978年（昭和53年） | 常盤町（一部）                         |
| 武岡一丁目（新設） | 1978年（昭和53年） | 田上町（一部）                         |
| 武三丁目（新設）   | 1980年（昭和55年） | 武町（一部）                           |
| 武三丁目（新設）   | 1980年（昭和55年） | 田上町（一部）                         |
| 武三丁目（新設）   | 1980年（昭和55年） | 常盤町（一部）                         |
| 西田三丁目（編入） | 1980年（昭和55年） | 西田町（全域）                         |
| 西田三丁目（編入） | 1980年（昭和55年） | 常盤町（一部）                         |
| 西田三丁目（編入） | 1980年（昭和55年） | 武町（一部）                           |
| 武岡一丁目（編入） | 1994年（平成6年）  | 田上町（一部）                         |
| 武岡一丁目（編入） | 1994年（平成6年）  | 常盤町（一部）                         |
| 常盤町（編入）     | 1994年（平成6年）  | 武岡一丁目（一部）                     |
| 常盤一丁目（新設） | 2007年（平成19年） | 常盤町（一部）                         |
| 常盤二丁目（新設） | 2007年（平成19年） | 常盤町（一部）                         |
| 武岡一丁目（編入） | 2007年（平成19年） | 常盤町（一部）                         |
| 武岡一丁目（編入） | 2007年（平成19年） | 田上町（一部）                         |

## 人口

### 国勢調査
以下の表は国勢調査による小地域集計が開始された1995年以降の人口の推移である。
| 年                 | 人口  |
| ------------------ | ----- |
| 1995年（平成7年）  | 2,697 |
| 2000年（平成12年） | 2,665 |
| 2005年（平成17年） | 2,536 |
| 2010年（平成22年） | 2,836 |
| 2015年（平成27年） | 2,734 |

### 町丁別
|            | 世帯数 | 人口  |
| ---------- | ------ | ----- |
| 常盤一丁目 | 778    | 1,657 |
| 常盤二丁目 | 505    | 1,055 |
| 常盤町     | 14     | 28    |
| 計         | 1,307  | 2,740 |

## 文化財

### 国登録
- 児玉家住宅主屋（登録有形文化財）[45][46]
- 児玉家住宅井戸屋（登録有形文化財）[45][46]
- 児玉家住宅表門（登録有形文化財）[45][46]

## 施設

### 公共
- 常盤町公民館
- 常盤公園

### 寺社
- 日枝神社
16世紀前半頃の創建であるとされ、大国主命、大山咋神を祭神としている。また境内にある樹齢350年のクスノキは鹿児島市の保存樹に指定されている[47][48]。

## 教育

### 小・中学校の学区
市立小・中学校に通う場合、学区（校区）は以下の通りとなる。
| 町丁       | 番・番地                 | 小学校               | 中学校               |
| ---------- | ------------------------ | -------------------- | -------------------- |
| 常盤一丁目 | 全域                     | 鹿児島市立西田小学校 | 鹿児島市立城西中学校 |
| 常盤二丁目 | 全域                     | 鹿児島市立西田小学校 | 鹿児島市立城西中学校 |
| 常盤町     | 武岡ピュアタウン中央団地 | 鹿児島市立武岡小学校 | 鹿児島市立武岡中学校 |
| 常盤町     | その他                   | 鹿児島市立西田小学校 | 鹿児島市立城西中学校 |

## 交通

### 道路
市道
- 鹿児島市道横井水上坂線
- 鹿児島市道武武岡線

### 路線バス
- 南国交通
  - (N32)清水・常盤線：常盤 -

## 著名な出身者
- 野村忍介（薩摩藩士、大日本帝国陸軍軍人、警察官）[50]
- 八田知紀（国学者、歌人）[51][9]
- 高橋新吉（英学者、官僚、男爵、貴族院勅選議員）[9]